# Meinungen-zum-Schlaf-Fragebogen
Der Meinungen-zum-Schlaf-Fragebogen (MZS) ist ein psychologischer Test, der belastende und nicht hilfreiche Grundüberzeugungen von Personen in Bezug auf ihren Schlaf erfragt. 
Der MZS besteht aus 16 Aussagen zum Thema Schlaf. Für diese soll die befragte Person jeweils auf einer Skala von 0 bis 10 angegeben, wie weit sie einer Aussage zustimmt, wobei 0 „Stimme gar nicht zu“ und 10 „Stimme völlig zu“ bedeutet. Der Fragebogen wird in verschiedenen Manualen zur Therapie psychisch bedingter Schlafstörungen erwähnt. Die englischsprachige Originalversion wurde in verschiedene Sprachen wie Französisch, Italienisch, Japanisch, Schwedisch, Spanisch oder Hindi übersetzt.

## Wissenschaftliche Einschätzung
Die Übersetzer selbst äußern sich aufgrund ihrer erhobenen Daten zum Fragebogen eher vorsichtig: „Vorläufig ist davon auszugehen, dass diese Skala Erwartungen abbildet, die einen allenfalls geringfügigen Beitrag zur Entstehung und Aufrechterhaltung von Schlafstörungen leisten und deren dysfunktionale Natur folglich zu diskutieren wäre.“ Eine weitere Studie aus dem Jahr 2014 bestätigt die Validität der deutschen Übersetzung.

## Entstehung
Beim MZS handelt es sich um eine deutsche Übersetzung der englischen Dysfunctional Beliefs and Attitudes About Sleep scale (DBAS). 
In seiner ursprünglichen, englischsprachigen Version von Charles M. Morin aus dem Jahr 1993 sowie von Morin und Kollegen aus 2003 umfasst die DBAS 30 Fragen. Es existieren jedoch auch Kurzversionen mit 10 Fragen sowie mit 16 Fragen. Die aus 16 Fragen bestehende Kurzfassung diente als Grundlage für die Übersetzung des MZS. Die vom Originalautor autorisierte deutsche Übersetzung erfolgte 2004 von Pillmann im Rahmen der Hallenser Insomniestudie.